# Dreptul la un nivel de trai adecvat

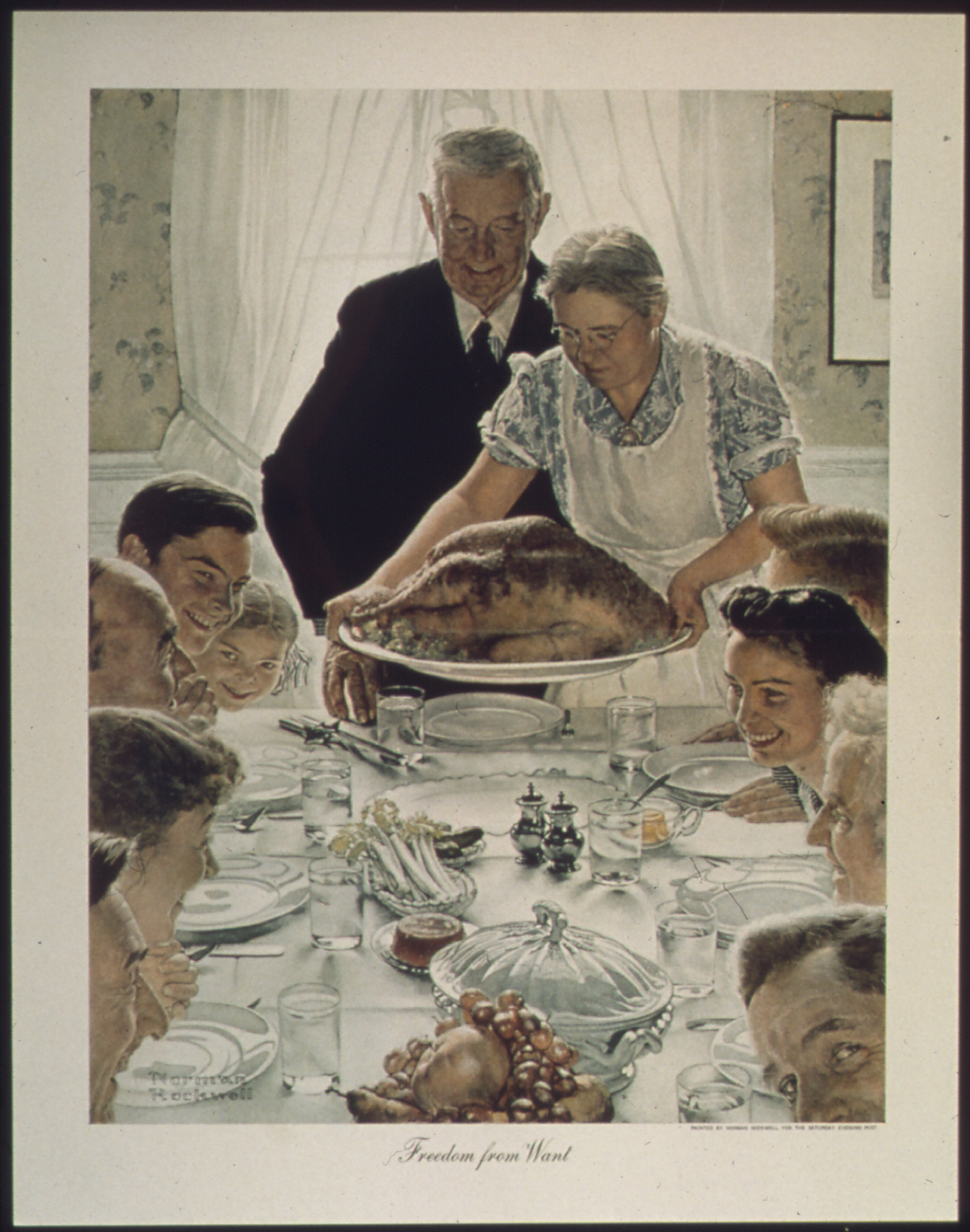
Eliberarea de lipsuri (1943), pictură realizată de Norman Rockwell

Dreptul la un nivel de trai adecvat este un drept fundamental al omului. El a fost inclus în Declarația Universală a Drepturilor Omului care a fost adoptată de Adunarea Generală a Organizației Națiunilor Unite la 10 decembrie 1948.
| “ | Orice om are dreptul la un nivel de trai care să-i asigure sănătatea și bunăstarea lui și familiei sale, cuprinzând hrana⁠(d), îmbrăcămintea, locuința⁠(d), îngrijirea medicală, precum și serviciile sociale necesare; el are dreptul la asigurare în caz de șomaj, boală, invaliditate, văduvie, bătrânețe sau în celelalte cazuri de pierdere a mijloacelor de subzistență, în urma unor împrejurări independente de voința sa. (Articolul 25.1 al Declarației Universale a Drepturilor Omului) | ” |

Mai mult decât atât, acest drept a fost consemnat în articolul 11 al Pactului internațional al Națiunilor Unite pentru drepturile economice, sociale și culturale.
Predecesorul acestui drept, eliberarea de lipsuri (Freedom from Want), este una dintre cele patru libertăți⁠(d) despre care a vorbit președintele american Franklin D. Roosevelt în Discursul privind Starea Uniunii din 6 ianuarie 1941. Potrivit lui Roosevelt, el este un drept pe care ar trebui să-l aibă orice ființă umană pretutindeni în lume. Roosevelt a descris acest al treilea drept astfel:
| “ | A treia [libertate – n.n.] este eliberarea de lipsuri, care, tradusă în termeni mondiali, înseamnă înțelegeri economice care vor asigura fiecărei națiuni o viață sănătoasă în timp de pace pentru locuitorii săi, pretutindeni în lume. (Președintele Franklin D. Roosevelt, 6 ianuarie 1941.) | ” |

## După țară
În România, dreptul la un nivel de viață decent este trecut în Constituție în articolul 47. Alineatul (2) le oferă tuturor cetățenilor dreptul la pensie, la concediu paternal plătit, la asistență sanitară universală, ajutor de șomaj, etc.